# Pacuvia philippiana
Pacuvia philippiana är en skalbaggsart som beskrevs av Gutierrez 1951. Pacuvia philippiana ingår i släktet Pacuvia och familjen Melolonthidae. Inga underarter finns listade i Catalogue of Life.